# ワンス・アポン・ア・タイム (ディズニーパーク)
ワンス・アポン・ア・タイム (Once Upon a Time) は、マジック・キングダムにて開催されている夜のレギュラーエンターテイメントショー。2014年5月29日より2017年11月6日までの間は東京ディズニーランドでも公演が行われていた。

## 概要

### 東京ディズニーランド
東京ディズニーランドのシンボルであるシンデレラ城の壁面などにプロジェクションマッピングの技法を用い、ディズニー映画のおなじみのシーンが続々と20台のプロジェクターから立体的な映像として投射すると共にレーザーやサーチライトの特殊効果、花火などの演出を加える。
1回の上映時間は約20分間。天候などの問題がなければ夜間に1、2回の上映が行われる。2回目の上映は季節によっては閉園20分前からとなり、終演後ほどなくしてこのショーのメインテーマに被さる形で閉園時間を告げるアナウンスが流れる。
総投資額は約20億円。
2014年5月26日より正式公演に先駆けて報道向けの公開（スニークプレビュー）が行われた後、5月29日より公演が始まった。
2015年3月21日にプロジェクションマッピングの食玩「ハコビジョン」シリーズの商品として「ハコビジョン ワンス・アポン・ア・タイム」が東京ディズニーランド限定で発売が開始された。
2017年1月13日から同3月17日まで、スペシャルイベント「アナとエルサのフローズンファンタジー」の一環で公演される新キャッスルプロジェクション「フローズン・フォーエバー」の公演に伴い、休演した。このショーが長期間休演するのは公演開始以降初。
2017年11月6日をもって終了した。

### マジック・キングダム
ウォルト・ディズニー・ワールド・リゾート内のマジック・キングダムでも2016年11月4日から公演が開始された。使用されているシーンなどは同じであるものの、ストーリー展開などは東京版と異なる。また、セリフや歌が全て英語に変更されている。

## あらすじ
『美女と野獣』のポット夫人が息子のチップに寝る前の読み聞かせとして「むかし、むかしあるところに……」と語りかけ、『シンデレラ』、『ピーター・パン』、『美女と野獣』といった映画のシーンと音楽とが合わさり、絵本をめくっているような感覚で繰り広げられる。
主な映画のシーンと登場キャラクター (東京版)
- ふしぎの国のアリス
  - アリス
  - キャタピラ
  - チシャ猫
  - ハートの女王
  - ホワイトラビット
  - マッドハッター
  - 三月ウサギ

- 塔の上のラプンツェル
  - ラプンツェル
  - フリン・ライダー

- シンデレラ
  - シンデレラ
  - プリンス・チャーミング
  - フェアリー・ゴッドマザー

- ピーター・パン
  - ピーターパン
  - ウェンディ

- 白雪姫
- くまのプーさん
  - プーさん

- 美女と野獣
  - ナレーター
  - ガストン
  - ベル
  - 野獣

上記の他にも、『ピノキオ』、『アラジン』、『ライオン・キング』、『わんわん物語』、『リトル・マーメイド』、『アナと雪の女王』の登場人物の映像が投影される。

## 使用楽曲
オープニング
- オープニング・ファンファーレ - Opening Fanfare
- ワンス・アポン・ア・タイム - Once Upon a Time

ふしぎの国のアリス
- ふしぎの国のアリス - Alice in Wonderland
- 時間におくれた - I'm Late
- お誕生日じゃない日のうた - The Unbirthday Song

塔の上のラプンツェル
- 塔の上のラプンツェル - Rapunzel Underscore
- 輝く未来 - I See the Light

シンデレラ
- ビビディ・バビディ・ブー - Bibbidi-Bobbidi-Boo
- これが恋かしら - So This is Love

ピーター・パン
- きみも飛べるよ! - You Can Fly! You Can Fly! You Can Fly!

白雪姫
- 小人達のヨーデル - The Dwarfs' Yodel Song

くまのプーさん
- おなかグーグー - Rumbly in My Tumbly
- ズオウとヒイタチ - Heffalumps and Woozles

美女と野獣
- 美女と野獣 -  Beauty and the Beast
- 夜襲の歌 - The Mob song

フィナーレ
- ワンス・アポン・ア・タイム - Once Upon a Time

## ワンス・アポン・ア・タイム〜スペシャルウィンターエディション〜
東京ディズニーランドで2015年1月13日から同年3月20日まで開催された『アナとエルサのフローズンファンタジー』の期間は、内容の一部を映画『アナと雪の女王』に差し替えた『ワンス・アポン・ア・タイム〜スペシャルウィンターエディション〜』として開催された。そして期間が終了した後も、同様の内容のショーが『ワンス・アポン・ア・タイム〜スペシャルエディション〜』と名称を変更して、2015年7月7日まで延長公演された。2016年も同様に1月12日から同年3月18日までの『アナとエルサのフローズンファンタジー』の期間に開催された。ただし2016年版では「生まれてはじめて」「レット・イット・ゴー〜ありのままで〜」は日本語歌詞版が使用されていた。2017年にも『アナとエルサのフローズンファンタジー』は開催されたが、この時はショーの全体が『アナと雪の女王』をテーマとした『フローズン・フォーエバー』が公演された。